# الميكروبات والإنسان

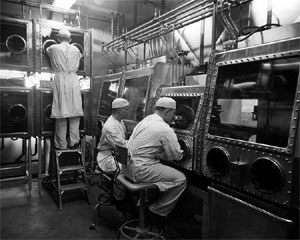
الميكروبات والإنسان: العلماء الذين يعملون مع خزائن الفئة الثالثة في مختبرات الحرب البيولوجية الأمريكية، كامب ديتريك، ماريلاند، في 1940s

الميكروبات والإنسان هو كتاب شائع لعالم الأحياء الدقيقة الإنجليزي جون بوستجيت FRS حول دور الكائنات الحية الدقيقة في المجتمع البشري، نُشر لأول مرة في عام 1969، وكان لا يزال قيد الطباعة في عام 2017. وصفه النقاد بأنه "كلاسيكي" و"ممتع للقراءة".

## الكتاب

### المحتويات
الكتاب منظم على النحو التالي:
- 1 الإنسان والميكروبات.
- 2 علم الأحياء الدقيقة.
- 3 الميكروبات في المجتمع.
- 4 الوقفة الأولى: كيفية التعامل مع الميكروبات.
- 5 الميكروبات في التغذية.
- 6 الميكروبات في الإنتاج.
- 7 التلف والتحلل والتلوث.
- 8 التخلص والتنظيف.
- 9 الوقفة الثانية: علماء الأحياء الدقيقة والإنسان.
- 10 الميكروبات في التطور.
- 11 الميكروبات في المستقبل.

### الرسوم التوضيحية
تحتوي الطبعة الرابعة على 32 رسماً توضيحياً، تتراوح من صور الطحالب المجهرية والأوليات والفطريات والفيروسات والبكتيريا، إلى التأثيرات العيانية للميكروبات مثل البحيرة الكبريتية في ليبيا والأسماك التي تُقتل بسبب الاختزال البكتيري للكبريتات في الماء.

### الطبعات
- الطبعة 1، مطبعة جامعة كامبريدج، 1969
- الطبعة 2، مطبعة جامعة كامبريدج، 1986
- الطبعة 3، مطبعة جامعة كامبريدج، 1992
- الطبعة 4، مطبعة جامعة كامبريدج، 2000

تُرجم الكتاب إلى تسع لغات: العربية والصينية والتشيكية والفرنسية والألمانية واليابانية والبولندية والبرتغالية والإسبانية.